# Sergio Ciattaglia
Sergio Ciattaglia (Cañada de Gómez, Argentina, 10 de junio de 1967) es un exfutbolista argentino, que jugó en diferentes equipos de Argentina y Chile. 
Producto de las divisiones inferiores de Rosario Central, jugaba como Arquero, donde fue contemporáneo de Roberto Abbondanzieri, José María Buljubasich, Hernán Castellano y Roberto Bonano, quienes nunca le dieron espacio para ocupar el arco del Canalla, por lo que tuvo una larga carrera con diferentes clubes de Argentina.

## Clubes
| Club                                               | País      | Año       |
| -------------------------------------------------- | --------- | --------- |
| Rosario Central                                    | Argentina | 1988-1991 |
| Cobreloa                                           | Chile     | 1991      |
| Argentino de Rosario                               | Argentina | 1992-1994 |
| Central Córdoba de Rosario                         | Argentina | 1995-1997 |
| Olimpo                                             | Argentina | 1997-2000 |
| Juventud Antoniana                                 | Argentina | 2000-2001 |
| Cipolletti                                         | Argentina | 2001-2004 |
| Alianza de Cutral-Có                               | Argentina | 2004      |
| Independiente de Neuquén                           | Argentina | 2005-2007 |
| Pacífico de Neuquén                                | Argentina | 2007      |
| Asociación Deportiva Everton Olimpia               | Argentina | 2008      |
| Club Atlético Pujato                               | Argentina | 2009      |
| Club Atlético Newell's Old Boys de Cañada de Gomez | Argentina | 2015      |